# Únětický potok (přítok Vltavy)
Únětický potok je zhruba 15 km dlouhý potok, který je levým přítokem Vltavy severně od Prahy. Svůj název má podle obce Únětice, kudy protéká. Jeho povodí zaujímá rozlohu téměř 45 km² a průměrný průtok je 0,10 m³/s. Dolní tok potoka má podobu hlubokého údolí se skalními stěnami a patří do přírodních rezervací Údolí Únětického potoka a Roztocký háj a Tiché údolí.
Únětický potok teče z obce Kněževes (v níž protéká rybníkem Čermačka a kolem Čermákova mlýna, u nějž se stéká s bezejmenným přítokem zprava) přes tuchoměřickou část Kněžívka, Tuchoměřice, tuchoměřickou osadu Pastviště, Štěrbův mlýn, (za ním se zprava vlévá Kopaninský potok), Kopaninský mlýn, Statenice, Černý Vůl, Únětice, na kraji Únětic přes retenční nádrž, dále od soutoku s Horoměřickým potokem, který se vlévá zprava pod Kozími hřbety, vede v asi 1,5 km dlouhém úseku okrajem území Prahy (městská část Suchdol), Dále pokračuje v jižní části města Roztoky kolem bývalé výletní restaurace Maxmiliánka Tichým údolím k ústí, kde se nedaleko zámku vlévá zleva do Vltavy.

## Mlýny
Mlýny jsou seřazeny po směru toku potoka.
- Čermákův mlýn – Kněževes u Prahy, K Rybníku 31
- Prchalův mlýn – Tuchoměřice-Kněžívka, V Kněžívce 189
- Kraumanův mlýn – Tuchoměřice-Kněžívka, V Uličce 194
- Koukalův mlýn (Kašpárkův, Kašparovský) – Tuchoměřice, K poště 16
- Mlýn na Partvišti (na Pastvinách, u Kadeřábků) – Tuchoměřice, Ke Statenicům 30
- Štěrbův mlýn – Tuchoměřice, Ke Statenicům 41
- Kopanský mlýn (Kopaninský, Štěpánkův) – Tuchoměřice, Ke Statenicům 42
- Statenický mlýn (Hovorkův) – Statenice, Pod Zámkem 27
- Chmelařův mlýn – Statenice, Statenická 8
- Čejkův mlýn – Statenice, U Mlýna 109
- Potůčkův mlýn – Statenice, U Velazu 168
- Zbyhoňův mlýn – Únětice u Prahy, zanikl
- Horní mlýn (Liškův) – Únětice u Prahy, Rýznerova 21/7
- Dolní mlýn (Záporkovský) – Únětice u Prahy
- Trojanův mlýn – Suchdol, č.p. 16/2, Kulturní památka
- Tůmův mlýn (Zadní, Zbořený) – Suchdol, č.p. 17, zbořen
- Spálený mlýn – Suchdol, č.p. 26/5
- Nový mlýn – Roztoky u Prahy, Tiché údolí 10
- Braunerův mlýn (Roztocký, Lábnerův) – Roztoky u Prahy, Riegrova 5